# Relatief
Relatief betekent dat iets moet worden bezien in relatie tot iets anders.
Een voorbeeld is: groot is een relatief begrip. Het wordt pas zinvol in een bepaalde context. Iets is bijvoorbeeld groot binnen een populatie / verzameling, of in verhouding tot wat men zou verwachten. Zo noemt men een persoon van 2,25 meter groot, maar een toren van 10 meter klein.
Tegenover relatief staat absoluut of nominaal.

## Quotiënt
Een verschil tussen twee waarden van een grootheid (zoals tussen verschillende exemplaren of op verschillende tijdstippen) wordt vaak uitgedrukt als verhouding / quotiënt, waarbij bijvoorbeeld gedeeld wordt door een van de waarden (bij een verandering: de oude waarde). Vaak wordt het resultaat in procenten uitgedrukt.

## Natuurkunde
In onder meer de natuurkunde heeft de term relatief ook wel betrekking op een verschil. In het groot gezien bestaat absolute snelheid niet eens. Afhankelijk van de context kan men echter bijvoorbeeld de snelheid ten opzichte van de Aarde de absolute snelheid noemen, en bij twee voertuigen die in dezelfde richting bewegen ook spreken over de relatieve snelheid van het ene ten opzichte van het andere. Bij een tweelichamenprobleem kan men ook de snelheid van het ene lichaam ten opzichte van het andere bekijken.
Krachten en versnellingen veranderen niet als men een ander inertiaalstelsel kiest.
Verder refereert "relatief warm" vooral aan een temperatuurverschil.